# Śliwki (zespół muzyczny)
Śliwki – polski zespół bigbitowy działający w Łodzi w latach 1966–1968.

## Historia
Zespół powstał w 1966 roku w Łodzi i związany był z Jazz Clubem Storyville. Nazwę zespołu wymyślił Ryszard Pryt, który związany był z nim w okresie formowania się grupy. Początkowo skład tworzyli: 
- Włodzimierz Szeps – śpiew;
- Henryk Gwiazda – gitara;
- Leonard Gwiazda – gitara basowa;
- Jerzy Tworkiewicz – gitara, śpiew
- Filip Sztulman – perkusja.

Później w zespole występowali też: 
- Andrzej Delong – perkusja, lider;
- Ryszard (Rickard) Rozenberg – klawisze, śpiew i kompozycje;
- Zbigniew Frankowski – gitara, śpiew;
- Adam Erdberg – gitara basowa.

Grupa wykonywała utwory do wierszy Szekspira, Tuwima, a także autorskich tekstów Bolesława Zedermana.
W 1966 i 1967 zespół dokonał nagrań dla Rozgłośni Polskiego Radia w Łodzi. W 1967 roku zespół zajął II miejsca na I Festiwalu Młodzieżowej Muzyki Rytmicznej w Łodzi. W marcu 1968 wystąpili na „Konfrontacjach beatowych” w Kaliszu, zaś w maju tego samego roku, Śliwki wystąpiły na III „Musicoramie” w Warszawie. 
Zespół rozpadł się w 1968 roku na skutek tzw. wydarzeń marcowych.

## Upamiętnienie
Zespół doczekał się między innymi hasła w Multimedialnej Encyklopedii Klasyki Polskiego Rocka (K.W.E. Sp. z o.o. Polskie Media Amercom Sp. z o.o. ISBN 83-7235-832-X) oraz Encyklopedii polskiej muzyki rockowej (Jan Kawecki, Janusz Sadłowski, Marek Ćwikła, Wojciech Zając). 
W 2011 roku ukazała się w Niemczech na winylu bootlegowa składanka pt. Working Class Devils. Subversive Beat, R’n’B & Psych from Poland (1965–1971) zawierająca utwór zespołu Śliwki pt. Gdy oczy zamknę.
Cover utworu Nasz wiek XX nagrał Franciszek Wicz (współtwórca zespołu 19 Wiosen). 
Utwory zespołu pojawiły się także na organizowanej przez Muzeum Historii Żydów Polskich Polin wystawie pt. Szafa grająca!" - historia muzyki na płytach gramofonowych w 2017 roku.